# كيكو
ݣيݣوأو ألميس كيكو هي جماعة ترابية تنتمي لإقليم بولمان بجهة فاس مكناس,  و هي بلدة امازيغية هادئة و باردة  توجد داخل مرتفعات الأطلس المتوسط على إرتفاع يقارب 1500 متر عن سطح البحر حيث توجد بلدة كيكو غرب إقليم بولمان، في منطقة تتميز بأرض فلاحية خصبة، ومنها يمر واد ألميس كيكو أبعد روافد واد سبو.
وتعتبر مستقطبة لقبائل آيت موسى.

## دواوير جماعة كيكو
- آيت فريكو
- اعوين
- آيت حمزة
- دوار اعرابن
- تغزوت
- بن داود
- آيت تلت
- آيت خباش
- آيت بسري
- آيت حسان
- آيت عبد المولاى
- آيت بيلول
- آيت الميس
- آيلذيعيد
- آوحدو